# Narycia prothyrodes
Narycia prothyrodes är en fjärilsart som beskrevs av Edward Meyrick 1921. Narycia prothyrodes ingår i släktet Narycia och familjen säckspinnare. Inga underarter finns listade i Catalogue of Life.